# Morris J. Karpas
Morris Jacob Karpas (* 25. März 1879 in Sankt Petersburg, Russisches Kaiserreich; † 4. Juli 1918 Savenay, Frankreich) war ein russisch-amerikanischer Psychiater und Psychoanalytiker. Er war Mitbegründer der New York Psychoanalytic Society, der er 1917 zeitweise als Präsident vorstand. 

## Leben und Wirken
Karpas war der Sohn von Fannie, geborene Lascoff und Charles J. Karpas (um 1854–1919); er wuchs in einem jüdischem Umfeld auf. Er hatte drei Brüder und sieben Schwestern. Als er 13 Jahre alt war, wanderte seine Familie in die Vereinigten Staaten aus. Dort absolvierte er ab 1904 am Long Island Medical College sein Medizinstudium. Im Jahre 1909 reiste er als Arzt durch verschiedene Städte und verbrachte einige Zeit in Berlin, Wien und Zürich, wo er in verschiedenen Kliniken praktizierte. Währenddessen lernte er Sigmund Freud kennen und nahm zeitweise an der Psychologischen Mittwoch-Gesellschaft teil. Im April 1912 begann Karpas seine Arbeit am Manhattan State Hospital. Zwischenzeitlich war er auch ärztlich in der psychiatrischen Abteilung des Bellevue Hospitals tätig. Im Herbst 1915 eröffnete er eine Privatpraxis. Er beschäftigte sich auch mit den exogenen Psychosen.
Karpas starb als Major einer Sanitätseinheit der U.S. Army Anfang Juni 1918 während des 1. Weltkrieges in Frankreich im 8th Base Hospital. Er wurde auf dem Oise-Aisne American Cemetery (Cimetière Américain) in Seringes-et-Nesles bestattet.

## Schriften (Auswahl)
- Cerebrospinal Fluid in Nervous and Mental diseases. 1913
- Kraepelin`s Conception of Paraphrenia. 1914
- The Principles of Freud's Psychology. New York Medical Journal., 1913
- The Psychopathology of Prostitution Am. J. Urol., New York 1917, 406–507
- Criminology of the Standpoint of a Psychiatrist. 1916
- Socrates in the light of modern psychology The Journal of Abnormal Psychology, (1915) 10(3), 185–200 DOI:10.1037/h0075908